# Żdanowicze (stacja kolejowa)
Żdanowicze (biał. Ждановічы, ros. Ждановичи) – stacja kolejowa w miejscowości Żdanowicze, w rejonie mińskim, w obwodzie mińskim, na Białorusi.
Przed II wojną światową przystanek